# Doberman (album)
Doberman è un album del 2003 di Tomoyasu Hotei.

## Tracce
1. Doberman – 5:18 (testo: Tomoyasu Hotei)
2. Dangan Rock – 4:04 (testo: Kō Machida)
3. Twisted Bon Voyage – 4:57 (testo: Tomoyasu Hotei)
4. Yarudake Yacchimae! – 5:00 (testo: Tomoyasu Hotei)
5. Get High!!! – 2:53 (testo: Tomoyasu Hotei)
6. Nocturne No. 9 – 4:44 (testo: Tomoyasu Hotei)
7. Evil Dance – 5:15 (testo: Mariko Koike)
8. Desperado – 5:37 (testo: Tomoyasu Hotei)
9. Great Escape – 4:13 (testo: Shūichi Yoshida)
10. New World – 5:23 (testo: Etsushi Toyokawa)
11. Howling – 5:34 (musica: Tomoyasu Hotei)